# Bussage
Bussage – wieś w Anglii, w hrabstwie Gloucestershire, w dystrykcie Stroud. Leży 18 km na południe od miasta Gloucester i 144 km na zachód od Londynu.